# Birthday (canción de The Beatles)
«Birthday» es una canción del grupo de rock The Beatles que aparece en su décimo álbum, The Beatles (The White Album) de 1968. Esta canción representa una vuelta de los Beatles al rock and roll, aunque habiendo desarrollado su propio estilo con un sonido muy Hard rock como el rock que tocaban desde su álbum Revolver y generando música más compleja que la de sus primeros años. En las voces colaboraron Pattie Boyd y Yoko Ono, parejas de George Harrison y John Lennon respectivamente.

## Origen y grabación
La canción fue escrita durante una sesión de grabación en los Estudios de Abbey Road (ex Estudios EMI) el 18 de septiembre de 1968 por Lennon y McCartney.
McCartney dijo en una entrevista: "Pensamos, ¿por qué no nos inventamos algo? Así que empezamos con un riff y la creamos alrededor de éste. Así que es 50/50 de John y mía, hecha en el momento y grabada en la misma tarde".
John Lennon dijo en una entrevista a Playboy en 1980: "'Birthday' fue escrita en el estudio, hecha en el momento. Creo que Paul quiso escribir una canción como "Happy Birthday, Baby", el viejo éxito de los 50 (de The Tune Weavers). Pero más o menos nos la inventamos en el estudio, era una basura."
Birthday fue la última canción que John y Paul escribieron juntos antes de la ruptura del grupo dos años más tarde.

## Versiones
Paul McCartney publicó una versión en directo de «Birthday» en octubre de 1990, que alcanzó el puesto 29 en la lista británica UK Singles Chart. El sencillo fue publicado en formato CD y vinilo, con las canciones «Good Day Sunshine», «Let 'Em In» y «P.S. I Love You», como caras B.
En el cumpleaños número 70 de Ringo Starr Paul tocó esta canción para él. Por el mismo aniversario del propio McCartney, recibió una versión por parte de Paul Weller. Esta versión estuvo accesible al público por un solo día el 18 de junio de 2012. A pesar de esta distribución limitada, alcanzó el número 64 en las listas de Reino Unido.

## Créditos
- John Lennon – voz, armonías vocales, guitarra solista (Epiphone Casino), palmas.
- Paul McCartney – voz, piano (Challen upright), guitarra solista (Epiphone Casino) y palmas.
- George Harrison – guitarra barítono (Fender VI) y palmas.
- Ringo Starr – batería (Ludwig Super Classic), pandero, palmas.
- Pattie Boyd – voces, palmas.
- Yōko Ono – voces, palmas.
- Mal Evans – palmas

Créditos según Beatles Music Story